# Trovo

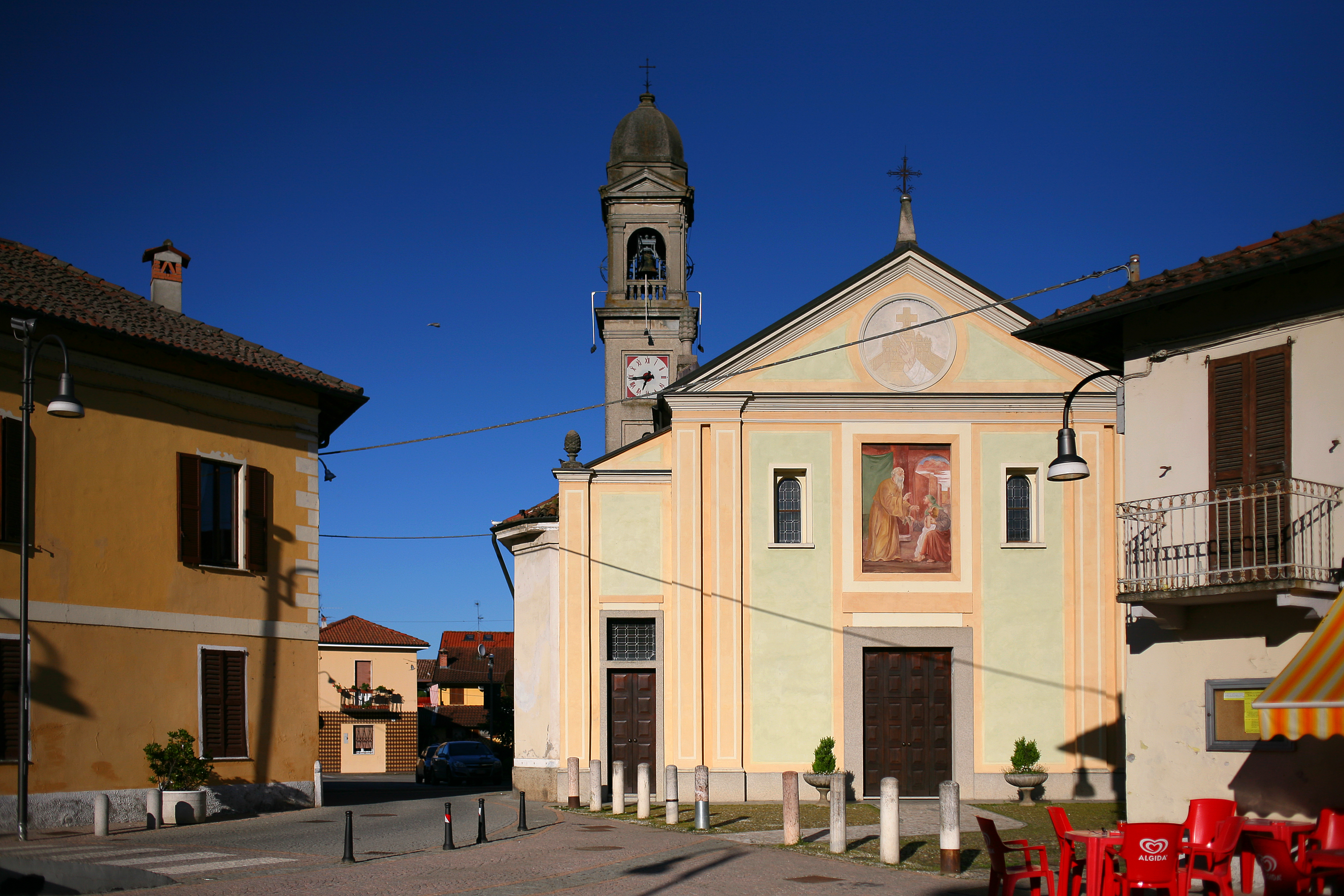

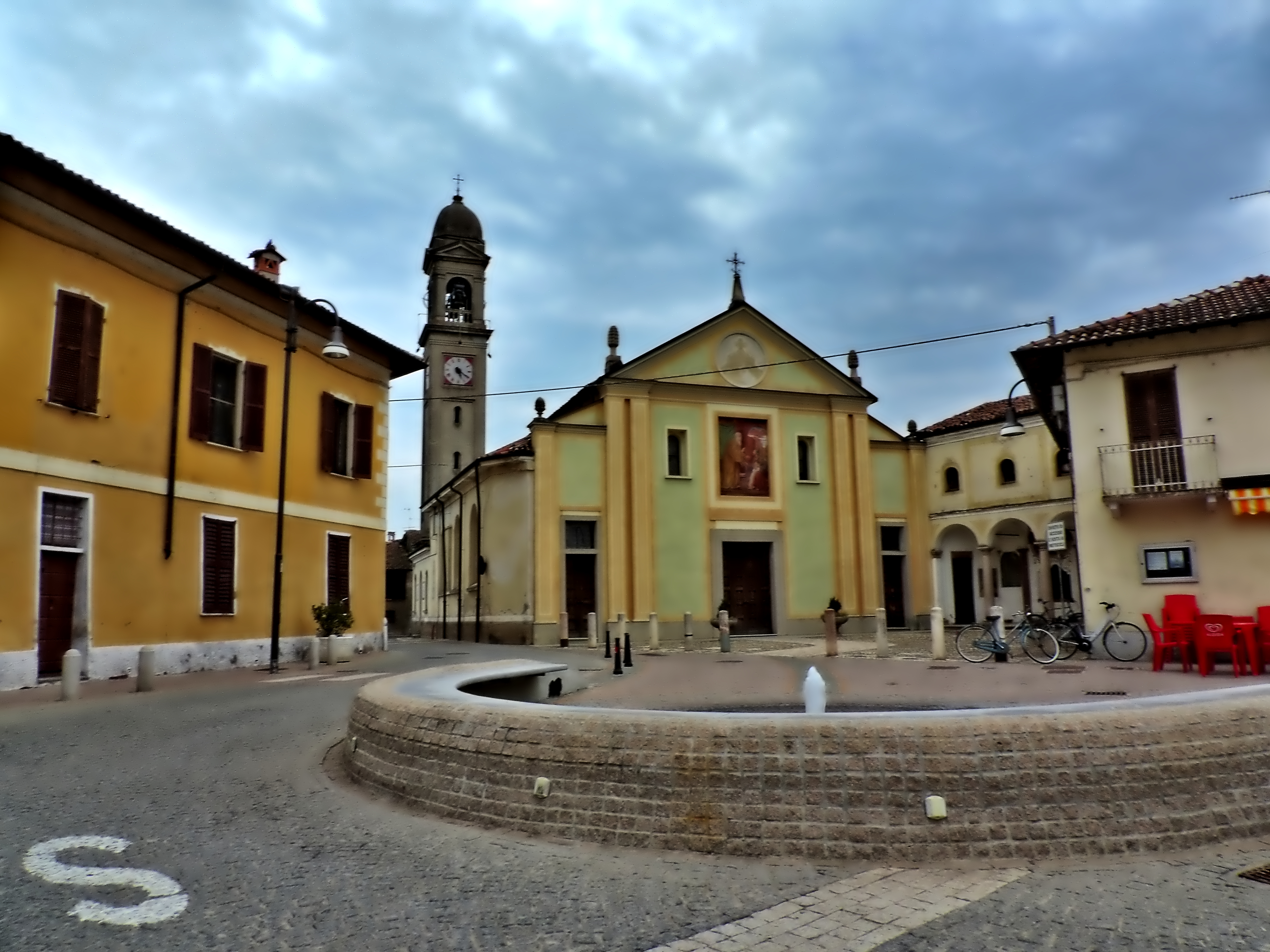

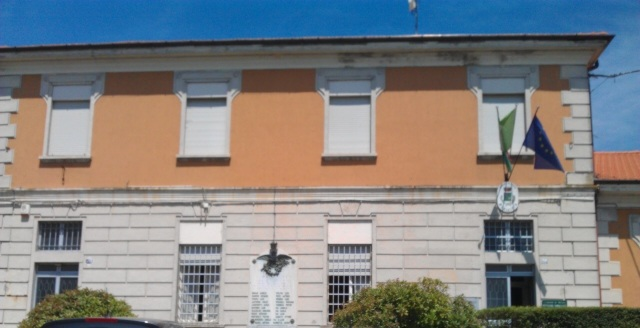

Trovo (Treouv o Troeuvi in dialetto locale, AFI: [ˈtrøːf] o [ˈtrøː(v)i]) è un comune italiano di 1 013 abitanti della provincia di Pavia in Lombardia. Si trova nel Pavese nordoccidentale, non lontano dalla riva sinistra del Ticino.

## Storia
Noto come Trodum nel XII secolo, faceva parte della Campagna Soprana pavese, nell'ambito della squadra (podesteria) di Marcignago. Successivamente appartenne al feudo di Trivolzio, che nel XVIII secolo apparteneva ai Grugni Rusca. Nel 1872 a Trovo fu unito il soppresso comune di Papiago.
- Papiago (CC G321), noto come Paplaum nel XII secolo e come Papiagum nel XV, appartenne alla Campagna Soprana pavese. Nel 1872 il comune fu soppresso e unito a Trovo.

### Simboli
Lo stemma e il gonfalone sono stati concessi con DPR del 7 giugno 1985.
secondo, di verde, a tre foglie di pungitopo d'oro, due, una; nel terzo di verde, all'ara votiva d'argento, sormontata dalle spighe di grano e di riso, decussate, la prima d'argento, in banda, la seconda d'oro, in sbarra. Ornamenti esteriori di Comune.»
Il gonfalone è un drappo partito di verde e di giallo.

## Monumenti e luoghi d'interesse
- Chiesa di San Biagio

## Società

### Evoluzione demografica
Abitanti censiti

## Galleria d'immagini

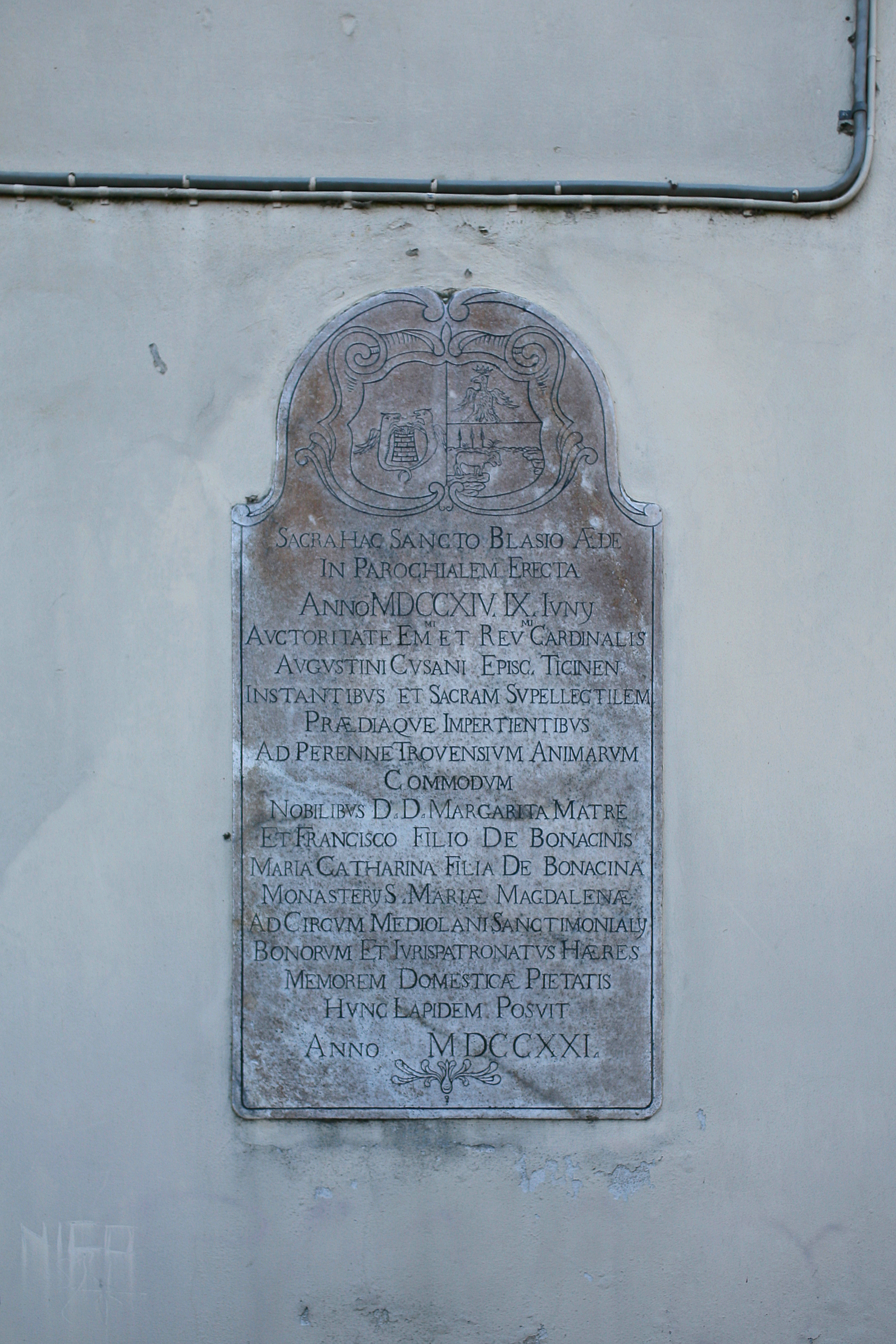
Lapide su san Biagio